# Zachary Gordon
Zachary Adam Gordon (sinh ngày 15 tháng 2 năm 1998) là một diễn viên người Mỹ. Bắt đầu sự nghiệp diễn xuất chuyên nghiệp của mình khi mới 8 tuổi, Gordon là một trong ba người được đề cử giải Young Artist Award do diễn viên trẻ xuất sắc nhất, Greg Heffley trong ba bộ phim đầu tiên của loạt phim Nhật ký chú bé nhút nhát.

## Đời tư
Gordon sinh ra ở Oak Park, California, với Linda và Kenneth Gordon. Gordon. Cậu có hai anh em trai và lớn lên ở Nam California.. Zach tốt nghiệp từ một trường trung học công lập ở Oak Park